# Ke Personajes
Ke Personajes es un grupo de música argentino formado en 2016 y liderado por Emanuel Noir.

## Historia
Esta banda tropical argentina nació en el año 2016 en Concepción del Uruguay, Entre Ríos, Argentina, pero se hizo reconocida recién en 2022. La canción que catapultó al éxito a Noir y a sus demás compañeros de banda fue «Adiós Amor & Oye Mujer», la cual se viralizó en YouTube.[cita requerida] A partir de entonces, la banda ha tenido giras por toda Argentina y otros países de Latinoamérica y Europa. El grupo también ha tenido colaboraciones con importantes representantes de la música argentina, como Pablo Lescano de Damas Gratis, María Becerra o Abel Pintos.[cita requerida] Respecto a su vocalista, Emanuel Noir, este cuenta que logró encontrar en «Ke Personajes» una salvación luego de muchos años siendo adicto a las drogas, de estar involucrado en crímenes y de intentar suicidarse. Noir también comenta que un referente musical para él es Bob Marley. La banda también ha homenajeado a la banda de rock Queen reversionando Bohemian Rhapsody.
Dentro de sus giras de conciertos hay una en particular que es de las más recordadas, en donde Emanuel se disfrazó del personaje de «La máscara», causando sorpresa entre los asistentes de aquel concierto.

## Orígenes
Noir comenta que se unió a Sebastián Boffeli mientras este hacía sus videos de YouTube, Boffeli subía videos musicales a ese canal y ocasionalmente Noir se unía con la voz. Poco tiempo después fueron contactados por un hombre que quería que interpretaran música como en los videos para una fiesta privada. Noir comentó: 
«Después, a partir de esos videos que hicimos, una vez nos llama un hombre con plata. No me acuerdo bien si fue un 4 o 14 de diciembre, que es la fecha de cumpleaños banda Ke Personajes y nos llama para saber si podíamos ir a tocar a una fiesta de él. Ahí Seba le dice que no éramos una banda, y él nos dice no, pero vengan y hagan lo mismo que en los videos». 
Posteriormente, los amigos siguieron tocando hasta hacerse muy conocidos. 

## Integrantes
- Emanuel Noir, vocalista
- Sebastián Boffeli, batería
- Enzo Martínez, percusión
- Joel Brem, segundo teclado

### Miembros anteriores
- Damián Piñeiro, primer teclado
- Juanchy Díaz Pujol